# Municipio de Overton
El municipio de Overton (en inglés: Overton Township) es un municipio ubicado en el condado de Bradford en el estado estadounidense de Pensilvania. En el año 2000 tenía una población de 187 habitantes y una densidad poblacional de 1.5 personas por km².

## Geografía
El municipio de Overton se encuentra ubicado en las coordenadas 41°38′00″N 76°37′59″O / 41.63333, -76.63306.

## Demografía
Según la Oficina del Censo en 2000 los ingresos medios por hogar en la localidad eran de $26,667 y los ingresos medios por familia eran $31,250. Los hombres tenían unos ingresos medios de $33,750 frente a los $16,875 para las mujeres. La renta per cápita para la localidad era de $13,727. Alrededor del 12,1% de la población estaban por debajo del umbral de pobreza.